# Тартано
Тартано (італ. Tartano) — муніципалітет в Італії, у регіоні Ломбардія, провінція Сондріо.
Тартано розташоване на відстані близько 520 км на північний захід від Рима, 85 км на північний схід від Мілана, 16 км на захід від Сондріо.
Населення — 193 особи (2014).

## Демографія
Населення за роками:

Станом на 1 січня 2023 року в муніципалітеті офіційно проживало 5 іноземців з 3 країн.

## Сусідні муніципалітети
- Альбаредо-пер-Сан-Марко
- Фопполо
- Форкола
- Фузіне
- Меццольдо
- Таламона
- Валлеве